# Yonekura Masakata
Yonekura Masakata est un nom japonais traditionnel ; le nom de famille (ou le nom d'école), Yonekura, précède donc le prénom (ou le nom d'artiste).
Yonekura Masakata (米倉昌賢, 21 juillet 1758-5 août 1798) est le 4e daimyō du domaine de Mutsuura au sud de la province de Musashi dans le Honshū au Japon (de nos jours arrondissement de Kanazawa-ku à Yokohama, préfecture de Kanagawa) et 7e chef du clan Yonekura. Son titre de courtoisie est Nagato-no-kami.

## Biographie
Yonekura Masakata est le 2e fils de Yonekura Masaharu, 3e daimyō du domaine de Mutsuura. Il est nommé héritier en 1777 et succède à son père en décembre 1785. En tant que daimyō, il est affecté à plusieurs postes de cérémonie comme garde de diverses portes au château d'Edo. Néanmoins, en 1793, il démissionne de ses fonctions pour cause de maladie mais conserve la position de daimyō. Il meurt le 5 août 1798 à l'âge de 40 ans.
Sa tombe se trouve au temple Hase-dera dans l'arrondissement de Shibuya à Tokyo.
Masakata est marié à la fille de Yanagisawa Nobutoki, daimyō du domaine de Koriyama, dont il a deux filles.

## Source de la traduction
- (en) Cet article est partiellement ou en totalité issu de l’article de Wikipédia en anglais intitulé « Yonekura Masakata » (voir la liste des auteurs).